# 북조선로동당

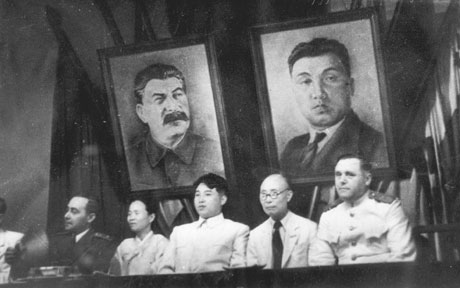
1946년 8월 28일 제1차 당대회의 모습

북조선로동당의 당원증

북조선로동당(北朝鮮勞動黨, 영어: Workers' Party of North Korea, WPNK)은 1946년 8월 28일에 결성되어 1949년 6월 24일에 조선로동당으로 개편된 조선민주주의인민공화국의 공산당이다.

## 하위 조직
1946년 8월 창당된 북조선로동당은 여러 하위 조직을 포괄했는데, 북조선민주청년연맹, 북조선직업총동맹, 북조선민주여성연합, 북조선소작농연방협회 등의 조직을 포괄하였다.

## 기관지
북조선로동당은 로동신문과 근로자를 기관지로 발행하였다. 로동신문은 근로자는 소비에트 사회주의 공화국 연방과 소련 공산당의 기관지인 프라우다의 영향을 받아 마르크스-레닌주의 국가의 집권당의 기관지로써 여러 가지 핵심적인 역할을 수행했다.

## 같이 보기
- 이오시프 스탈린
- 소련 공산당
- 마르크스-레닌주의
- 스탈린주의
- 남조선로동당